# David Brom
David Brom (Municipio de Cascade, 3 de octubre de 1971) es un asesino estadounidense. En 1988, con dieciséis años, asesinó a sus padres y a sus dos hermanos menores con un hacha en Rochester, Minnesota, tras una discusión con su padre sobre la música que estaba escuchando.

## Crimen
En la tarde del 18 de febrero de 1988, oficiales del Condado de Olmsted descubrieron los cadáveres de Bernard (43 años), Paulette (42 años), Diane (13 años), y Richard (11 años) Brom en su casa familiar. Además, se encontraban desaparecidos los dos hijos mayores: David (16 años) y Joe (18 años). La policía había sido notificada por la administración de la escuela en donde estudiaba David, de que había circulado un "rumor" entre los estudiantes, de que David le había dicho a un compañero por la mañana, que iba a matar a su familia. Las 4 víctimas mostraban numerosos cortes en la cabeza y en la parte superior del cuerpo. Posteriormente, la policía encontró un hacha manchada de sangre en el sótano, de la que según las pruebas forenses, indicaron que era el arma homicida.
Inmediatamente después del descubrimiento, a la policía le preocupaba que David hubiera sido víctima de secuestro. Una amiga de David Brom informó a la policía de que el mismo David le había dicho que iba a asesinar a su familia; testificó sobre estos dichos en el futuro juicio. Durante el juicio, ella le dijo al jurado que Brom la detuvo en la mañana del 18 de febrero de 1988, cuando ella iba a la escuela, y la convenció de que se escapara del colegio con él. Posteriormente le dijo cómo había matado a sus padres y a sus hermanos. "Dijo que habría agredido a su padre con un hacha, y siguió atacándolo mientras su padre seguía levantándose". La chica afirmó que Brom habría tenido una discusión con su padre alrededor de las 11:30 p. m. de la noche anterior, y que se habría quedado despierto hasta las 3 de la madrugada. Indicó que Brom le detalló el crimen, diciendo que fue primero a la habitación de sus padres, asesinando primero a su padre. Luego atacó a su madre y después fue a la habitación de su hermano. Posteriormente, vio a su hermana de pie junto a su madre en el pasillo del piso superior, por lo que atacó a ambas.
Brom fue capturado el 19 de febrero de 1988, mientras utilizaba un teléfono público en las cercanías de la oficina de correos local. Su caso fue inicialmente derivado al sistema judicial juvenil, puesto que tenía 16 años en el momento del crimen, pero debido a la gravedad del delito, fue finalmente juzgado como adulto. Cuando la defensa de Brom realizó alegatos de demencia, esta fue un factor de juicio, y muchos medios de comunicación y enfoques legales se centraron en el uso de la reglas M'Naghten de Minesota, para determinar si Brom estaba legalmente loco en el momento del crimen. El 16 de octubre de 1989, Brom fue declarado culpable de homicidio en primer grado, y recibió 3 cadenas perpetuas consecutivas. Los registros médicos y testimonios indicaban que David sufría depresión al momento del crimen y había intentado suicidarse dos veces. Perteneciente a una familia católica devota, su padre criticaba su pelo largo y la música que compraba. Sus amigos afirmaron que llevaba meses hablando sobre asesinar a su familia. Actualmente cumple su condena en la Institución Correccional de Minesota en Stillwater.

## En los medios
- En 1988, la banda Negativland lanzó un falso comunicado de prensa, sugiriendo que su canción ''Christianity Is Stupid'', estaba implicada en los asesinatos de Brom.
- La banda estadounidense de death metal Macabre lanzó una canción titulada "David Brom Took an Axe" en su álbum de 1989, Gloom, cuyo tema se basa en el crimen de Brom.